# Ostrowite (Słupca)
Pour les articles homonymes, voir Ostrowite.
Ostrowite (prononciation : [ɔstrɔˈvitɛ]) est un village de Pologne, situé dans la voïvodie de Grande-Pologne. Il est le chef-lieu de la gmina d'Ostrowite, dans le powiat de Słupca.
Il se situe à 16 kilomètres au nord-est de Słupca (siège du powiat) et à 78 kilomètres à l'est de Poznań (capitale régionale).

## Histoire
De 1975 à 1998, Ostrowite faisait partie du territoire de la voïvodie de Konin.

Depuis 1999, le village fait partie du territoire de la voïvodie de Grande-Pologne.